# Achim Trebst
Achim Trebst (* 9. Juni 1929 in Zeitz; † 4. September 2017 in Bochum) war ein deutscher Biochemiker und Pflanzenphysiologe. Trebst gilt als einer der Pioniere der Photosyntheseforschung.

## Leben und Werk
Achim Trebst studierte von 1949 bis 1953 Chemie an den Universitäten Heidelberg und Tübingen. 1953 erwarb er sein Diplom bei Friedrich Weygand an der Universität Tübingen. 1955 promovierte er bei Weygand und A. Wacker an der Universität Heidelberg. 1955 bis 1956 wirkte er als Assistent an der TU Berlin. Von 1956 bis 1959 arbeitete er als wissenschaftlicher Mitarbeiter an der University of California in Berkeley bei Daniel I. Arnon. Von 1959 bis 1963 ging er als Assistent an die TU München. 1962 habilitierte er dort in der Biochemie. Von 1963 bis 1967 arbeitete er als außerordentlicher Professor für die Biochemie der Pflanzen an der Universität Göttingen. Von 1967 bis zu seiner Emeritierung 1994 leitete Trebst den Lehrstuhl für Biochemie der Pflanzen an der Ruhr-Universität Bochum. 1974 erhielt er einen Ruf an die Kernforschungsanlage Jülich. 1981 wirkte er als Gastprofessor an der University of California in Berkeley, 1990 als Gastprofessor am Weizmann-Institut in Rehovot, Israel.
Trebst beteiligte sich mit bahnbrechenden Beiträgen über fünf Jahrzehnte hinweg an der Photosyntheseforschung. So wirkte er unter anderem mit an der grundsätzlichen Aufklärung der Photosynthese via Inhibitorenforschung und der Identifizierung der dreidimensionalen Struktur des Photosystems II und dessen Abbau.
1974 wurde Trebst Mitglied der Deutschen Akademie der Naturforscher Leopoldina und 1983 der Nordrhein-Westfälischen Akademie der Wissenschaften. Trebst war unter anderem Ehrendoktor der Universität Stockholm (1990), der Purdue University in West Lafayette (1991) und der Universität Düsseldorf (2000).